# Weense oester

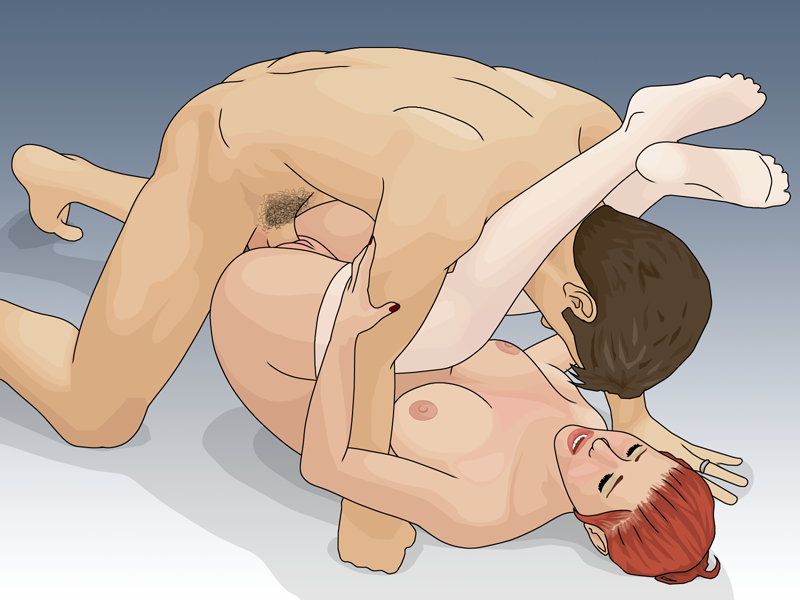
Weense oester

De Weense oester is een sekspositie, waarbij de ontvangende partner op haar rug ligt met de benen bij haar hoofd en haar voeten ter hoogte van de nek van de penetrerende partner, die zo gemakkelijk binnen kan dringen. De benaming 'oester' is afgeleid van de vorm van het geslacht van een vrouw in deze positie. De bron van het Weense aspect is onbekend.
Bij deze houding voelt de man meer omdat de druk op zijn penis groter wordt en zijn teelballen intensere wrijvingen ondergaan. Voor de vrouw is dit een vrij acrobatische houding. Het stoten wordt wel beter gevoeld.
Bij de ejaculatie bevindt zich de penis direct bij de opening van de baarmoederhals waardoor de afstand die de zaadcellen moeten afleggen korter wordt. Soms wordt deze houding dan ook geadviseerd voor vrouwen die graag zwanger willen worden.